# Чему нас учи прошлост пегавог тифуса?
Чему нас учи прошлост пегавог тифуса? је стручна монографија аутора Горана Чукића, објављена 2016. године у издању Центра за културу Беране из Берана.

## О књизи
Књига Чему нас учи прошлост пегавог тифуса? настала је као резултат дуготрајног и упорног истраживања аутора и донела је одговоре на све постављене циљеве и пружа свеобухватну слику историјата пегавог тифуса на подручју Србије и Црне Горе. Књига доноси податке о узрочнику и болести, њеној клиничкој слици и постављању дијагнозе. Аутор детаљно анализира епидемиолошке карактеристике обољења, особеност подручја, навике и обичаје становника, вредновање анамнестичких података. Посебно се осврнуо на проблем имена болести, не само код испитаника већ и у медицинској литератури.
Јављање пегавог тифуса у Србији је ретко описано, тако да се сматрало да није ни постојао као већи проблем. Постојала је и неусаглашеност о постојању пегавца и код ових малобројних описа епидемија. У области историје пегавог тифуса нису разјашњене неке битне чињенице и догађаји, а о некима постоје несугласице и мимоилажења. То су мотиви који су подстакли др Чукића да се од 1984. бави пегавим тифусом.
Аутор је извео и уверљиве доказе о опису првог описаног случаја пегавог тифуса у Србији, као и о забележеним епидијама у Чачку, Крагујевцу и врањском округу.
Књига има два дела, а у оквиру њих више поглавља написаних на 252 стране текста, са факсимилом осам архивских докумената, приказано је 11 графикона, шест табела и више фотографија. Цитирана су 154 литерарна податка и 42 оригинална изворна документа. У првом делу књиге аутор је изнео податке о пегавом тифусу као и установљавање првог случаја ентитета пегавог тифуса од стране лекара и препознавање тифусног синдрома у становиштву на просторима бивше Југославије. У другом делу књиге аутор доноси податке о историји когнитивности појма тифус, и алгоритам природног система болести као прототипни идентитет.
Књига је од великог значаја за медицину, специјалну, пегавог тифуса и општу епидемиологију; али и за: историју, социологију, психологију, методологију научног рада, као и лингвистику, итд.